# 梨州
梨州，又作黎州，中国唐朝时设置的州。
唐高祖武德七年（624年），唐朝分南宁州设置西宁州，唐太宗贞观八年（634年）西宁州改名梨州。治所在梁水县（今云南省华宁县宁州镇），下辖梁水县、绛县（今云南省玉溪市江川区龙街镇），贞观十三年（639年）降为羁縻州。唐玄宗天宝十五载（756年）梨州被南诏占领。